# Куматори
Куматори (яп. 熊取町 Куматори-тё:) — посёлок в Японии, находящийся в уезде Сеннан префектуры Осака. Площадь посёлка составляет 17,23 км², население — 44 744 человека (1 августа 2014), плотность населения — 2596,87 чел./км².

## Географическое положение
Посёлок расположен на острове Хонсю в префектуре Осака региона Кинки. С ним граничат города Идзумисано, Кайдзука.

## Население
Население посёлка составляет 44 744 человека (1 августа 2014), а плотность — 2596,87 чел./км². Изменение численности населения с 1980 по 2005 годы:
| 1980 | 25 432 чел. |  |
| 1985 | 33 542 чел. |  |
| 1990 | 38 905 чел. |  |
| 1995 | 40 850 чел. |  |
| 2000 | 42 914 чел. |  |
| 2005 | 44 505 чел. |  |

## Символика
Деревом посёлка считается слива японская, цветком — подсолнечник однолетний.